# Charinus seychellarum
Charinus seychellarum är en spindeldjursart som beskrevs av Kraepelin 1898. Charinus seychellarum ingår i släktet Charinus och familjen Charinidae. Inga underarter finns listade i Catalogue of Life.